# Debustrol
Debustrol je česká thrashmetalová skupina z Mladé Boleslavi založená v prosinci roku 1986 kytaristou Kolinsem a bubeníkem Melmusem. Patří mezi hlavní průkopníky thrash metalu na území tehdejšího Československa.

## Diskografie
- 1991 – Neuropatolog
- 1992 – Svět co zatočí s tebou
- 1992 – Protest live
- 1994 – Chytrá past
- 1995 – Vyhlazení
- 1998 – Pád do hrobu mrtvol
- 1999 – Apokalismus
- 2001 – Steak
- 2003 – Vyznání smrti (CD, demo)
- 2005 – Přerushit
- 2008 – Vyznání smrti (LP, demo)
- 2009 – Rwanda
- 2011 – Vyznání smrti Live
- 2016 – Válka

### Demo
- 1988 – Vyznání smrti

### Sampler
- 1990 – Ultrametal – Antikrist, Protest

### DVD
- 2006 – XX let totálního masakru